# بوباکاری سوماره
بوباکاری سوماره (فرانسوی: Boubakary Soumaré‎؛ زادهٔ ۲۷ فوریهٔ ۱۹۹۹) بازیکن فوتبال اهل فرانسه است که به صورت قرضی برای باشگاه سویا بازی می‌کند.